# 2013 في فنلندا
فيما يلي قوائم الأحداث التي وقعت خلال عام 2013 في فنلندا.

## سياسة

### تعيين في المنصب
- 5 سبتمبر – يورن دونر عضو برلمان فنلندا  [لغات أخرى]‏.

### انتهاء فترة المنصب
- 16 أكتوبر – هيدي هاوتلا Minister for International Development  [لغات أخرى]‏.

## برامج ومسلسلات وأنمي
- أنغري بيردز

## وفيات

### ديسمبر
- 30 ديسمبر – ييرو مانتيرانتا (مواليد 1937) متزحلق فنلندي.